# 2007-es Australian Open

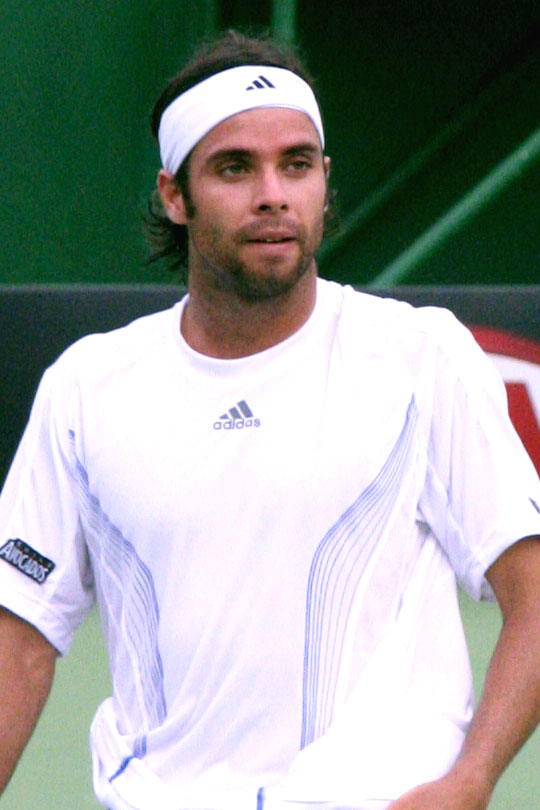
Fernando González első Grand Slam-döntőjét vívta

A 2007-es Australian Open az év első Grand Slam-tornája, az Australian Open 95. kiadása volt. 2007. január 15. és január 28. között rendezték meg Melbourne-ben.
A férfiak döntőjét a címvédő Roger Federer és az első Grand Slam-döntőjét játszó chilei Fernando González vívta. A mérkőzés három szettben, Federer címvédésével ért véget. A nők versenyén az amerikai Serena Williams nyolcadik Grand Slam-győzelmét szerezte, miután a döntőben kétszettes mérkőzésen legyőzte az orosz Marija Sarapovát.
Ez volt az első Australian Open, amelyen alkalmazták az úgynevezett sólyomszem-technológiát. Az újítás segítségével vitatott esetekben pontosan meg lehetett állapítani, a labda a vonalon kívül vagy belül pattant-e le. A lehetőség ekkor még csak a Rod Laver Arénában állt rendelkezésre.

## Döntők

### Férfi egyes
Roger Federer –  Fernando González, 7–6(2), 6–4, 6–4

### Női egyes
Serena Williams –  Marija Sarapova, 6–1, 6–2

### Férfi páros
Bob Bryan /  Mike Bryan –  Jonas Björkman /  Makszim Mirni, 7–5, 7–5

### Női páros
Cara Black /  Liezel Huber –  Csan Jung-zsan /  Csuang Csia-zsung, 6–4, 6–7(4), 6–1

### Vegyes páros
Jelena Lihovceva /  Daniel Nestor –  Viktorija Azarenka /  Makszim Mirni, 6–4, 6–4

## Juniorok

### Fiú egyes
Brydan Klein –  Jonathan Eysseric, 6–2, 4–6, 6–1

### Lány egyes
Anasztaszija Pavljucsenkova –  Madison Brengle, 7–6(6), 7–6(3)

### Fiú páros
Graeme Dyce /  Harri Heliövaara –  Stephen Donald /  Rupesh Roy, 6–2, 6–7(4), 6–3

### Lány páros
Jevgenyija Rogyina /  Arina Rodionova –  Julia Cohen /  Urszula Radwańska, 2-6, 6-3, 6-1